# إيريذيا (كانتون)

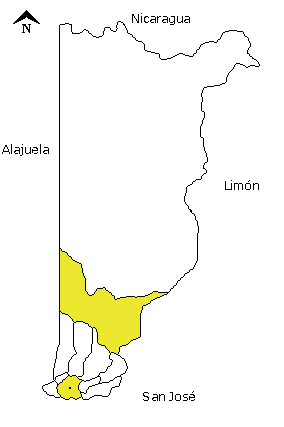
كانتون إيريذيا في محافظة إيريذيا

إيريذيا هو اسم الكانتون الأول لمحافظة إيريذيا في كوستاريكا.
يغطي الكانتون مساحة 282.60 كم مربع.
يبلغ عدد سكانه 110,887 نسمة.
المدينة الرئيسة هي مركز إيريذيا (إيريذيا سينترو) و يتضمن الكانتون المناطق الجنوبية والغربية من مدينة إيريذيا حتى نهر ريو فيريجا و طريق كانياس العام. و المقاطعة غير الملامسة لفارابلانكا، والمتضمنة جزءًا كبيرًا من حديقة براوليو كاريجو العامة تحت إدارة كانتون إيريذيا.
أعلن إيريذيا بأنها كانتون قانونياً لأول مرة في 7 كانون الأول 1848.

## المقاطعات
يقسم كانتون إيريذيا إلى خمس مقاطعات :
1. إيريذيا [4]
2. ميرسيديس [4]
3. سان فرانسيسكو [4]
4. أوجوا [4]
5. فارابلانكا [4]